# Semaeopus mitranaria
Semaeopus mitranaria är en fjärilsart som beskrevs av Walker 1860. Semaeopus mitranaria ingår i släktet Semaeopus och familjen mätare. Inga underarter finns listade i Catalogue of Life.